# Jeremias Spiegel
Jeremias Spiegel (auch: Spigel, Spigelius, Longosalissanus; * 17. April 1589 in Zimmern; † 15. September 1637 in Kemberg) war ein deutscher lutherischer Theologe und Rhetoriker.

## Leben
Geboren als Sohn des Pfarrers Jeremias S. in Zimmern bei Langensalza, der später in gleicher Funktion auch in Mülverstedt tätig war, und seiner Frau Anna, der Tochter des Superintendenten von Langensalza Markus Bretschneider, genoss er anfänglich von seinem Vater und später in der Schule von Mülverstedt seine erste Bildung. Im zehnten Lebensjahr ging er wieder in seine Heimatstadt, wo er bei seinem Onkel und Großvater wohnte und die dortige Schule besuchte. Gefördert von der Familie, konnte er sich solch einen Bildungsgrad erlangen, so dass er vom Rat der Stadt Langensalza gefördert, am 9. Mai 1604 auf das kurfürstliche Gymnasium in Schulpforta geschickt wurde.
Nachdem er seine Aufnahmeprüfung als bester von 19 Kandidaten bestanden hatte, genoss er dort unter Lehrern wie Justin Bertuch sechs Jahre lang die Ausbildung bis zur Hochschulreife. Er entschied sich für die Universität Wittenberg, an der er sich am 1. Mai 1610 unter dem Rektorat von Erasmus Schmidt immatrikulierte. Nach drei Jahren erwarb er sich am 23. März 1633 den akademischen Grad eines Magisters und wurde im Anschluss von der Universität Georg Turso empfohlen, der einen Präzeptor und Hofmeister für seinen Sohn Emericus suchte, der in Wittenberg lernen sollte.
So hatte er sich als Unterrichtender die erste Empfehlung erworben, wurde 1616 zum Professor der Rhetorik an der Wittenberger Akademie, an die Stelle von Adam Theodor Siber berufen. Während dieser Zeit gab er mit seinem Stiefschwiegervater Erasmo Schmidt ein grammatikalisches Werk heraus, wofür er vom Kurfürsten mit einem Garten beschenkt wurde, sowie eine viel beachtete Edition des Pindar. Auch andere Druckschriften veröffentlichte er.
Nachdem er geheiratet hatte, übernahm er am 7. September 1617 die Propstei in Kemberg, wo er noch 20 Jahre wirkte. Im Dreißigjährigen Krieg drangsalierten ihn 1637 schwedische Soldaten furchtbar und wollten ihn sogar lebendig verbrennen, wovor ihn nur ein Zufall bewahrte. Schon zuvor durch den Tod von vier Kindern weiterer Freunde sowie den Verlust von Vieh und den Folgen des Krieges gesundheitlich geschädigt, war das der Hauptanlass, dass er wenig später im Alter von 49 Jahren verstarb.

## Familie
Spiegel heiratete in Wittenberg am 18. Juni 1616 Anna, die Tochter des Wittenberger Professors für lateinische Grammatik und späteren Rhetorikprofessors Michael Reichard. Aus dieser Ehe sind folgende Kinder bekannt:
Anna Spiegel (* 11. März 1617 in Wittenberg)
Sophia Spiegel (* 6. April 1618 in Kemberg; † vor Vater)
Jeremias Spiegel I. (* 6. Dezember 1620 in Kemberg, † vor Vater)
Michael Spiegel (* 17. Juli 1625 in Kemberg;)
Anna Sophia Spiegel (* 10. Mai 1628 in Kemberg; † vor Vater)
Jeremias Spiegel II. (* 31. Oktober 1630 in Kemberg;)
Johann Christian Spiegel (* 29. Oktober 1634 in Kemberg; † vor Vater)